# Burleigh (New Jersey)
Burleigh – jednostka osadnicza w Stanach Zjednoczonych, w stanie New Jersey, w hrabstwie Cape May.